# ソコト州

ソコト州
Sokoto State、Jihar Sokoto、 𞤤𞤫𞤴𞤣𞤭 𞤧𞤮𞥅𞤳𞤮𞥅𞤼𞤮𞥅州の愛称: カリフ国の首都

ソコト州（ソコトしゅう、英: Sokoto State、ハウサ語: Jihar Sokoto; フラ語: 𞤤𞤫𞤴𞤣𞤭 𞤧𞤮𞥅𞤳𞤮𞥅𞤼𞤮𞥅）は、ナイジェリア北西部の州。1967年に北部州が6分割され設置された北西部州が、1976年に更に南部をナイジャ州に分割されて設置された。1991年に南西部がケビ州に、1996年に南東部がザムファラ州に分割された。州都はソコト帝国の首都であったソコトである。

## 歴史
ソコト帝国は1900年頃にイギリスの西アフリカ辺境軍に征服され、首長制を温存された上でイギリスの保護領に組み込まれた。ブリタニカ百科事典第11版のソコト県の項目にはイギリスの占領者の視点が読み取れる。
「この県は北ナイジェリアの他の地方と同じ原則で組織された。イギリス入植者の一級居住区が、ソコトと他の中心地区に置かれた。イギリスの裁判所が設置され、イギリスの総督が置かれた。主要な町には文民警察の分遣隊が置かれた。同国は新しいシステムで税を評価され、商取引のため可能な限り速やかに開かれた。イギリスの支配確立以後、農民と牧夫の地区と都市の住民は土地へ群がり、50年間さびれていた村を再建した。馬と牛の牧畜が県の主な富の源となった。ダチョウの放牧も幾らか行われている。砂の多い地域以外では米と綿を含む広範な農業が行われる。特別な収穫が灌漑によってこの谷で大きくなった。織物、染色と皮鞣しが主要な元来の産業である。幅広い道路の建設が県中で進められている。取引は増加し、貨幣経済が導入された。
（中略）
1906年に宗教的狂信主義に起因した蜂起がソコトの近くで起り、不幸にも3人の白人の役人が命を失った。首長は白人を国から追い払うように霊感を受けたマフディであると主張した蜂起の指導者を心から拒絶した。イギリス軍は1906年3月に大きな損失と共に倒された反乱軍に対して進軍した。指導者は首長の裁判所で死を宣告されソコトの市場で処刑され、この事件は至る所の現地の統治者たちからイギリスへ忠誠心の表明を呼び起こしたことがとりわけ興味がひかれる。」

## 地理
ソコトはサヘル帯に位置し、砂がちのサバンナと孤立した丘に囲まれている。ニジェール川支流のソコト川が東から西へ流れる。年平均気温は28.3℃で昼間の最高気温が40℃を超えることは少なく、乾燥しているため凌ぎ易い。2月から4月が最も暑く45℃位である。6月から10月が雨期である。雨と言っても熱帯地域のような長続きのする雨ではない。10月から2月は涼期である。ハルマタンを受け砂嵐が起る。日光を遮り気温が低下し、塵で屋内にも不便を被る。ソコト州の農耕の支えとなっているのは沖積層を形成したソコト＝リマ水系の氾濫原である。乾燥のためその他では収穫が少ない。雑穀が主で、米、トウモロコシ、マメなどが栽培される。トマト以外の野菜は育ちにくく、地域料理の幅が狭い。

## 地方行政区
ソコト州には23の地方行政区 (LGA) が置かれている。
| - イサ - イレラ - ウルノ - ガダ - ケッベ | - グドゥ - グワダバワ - クワレ - ゴロニョ - サボン＝ビミ | - シャガリ - シラメ - 北ソコト - 南ソコト - タンガザ | - ダンゲ＝シュニ - タンブワル - トゥレタ - ビンジ - ボディンガ | - ヤボ - ラバフ - ワマコ |